# Slapton (Devon)
Pour les articles homonymes, voir Slapton.
Slapton est un village et une paroisse civile dans le comté du Devon, en Angleterre. Le cœur du village, autour de l'église Saint-James, est — à l'intérieur des terres — situé à environ un kilomètre de la route A379 (en) qui longe la plage de Slapton (Slapton Sands), selon un axe qui est sur cette section littorale approximativement nord-sud, et qui relie la petite ville touristique de Kingsbridge, à l'ouest (et au-delà Plymouth), et la cité portuaire de Dartmouth, au nord-est (et au-delà Exeter).

## Histoire

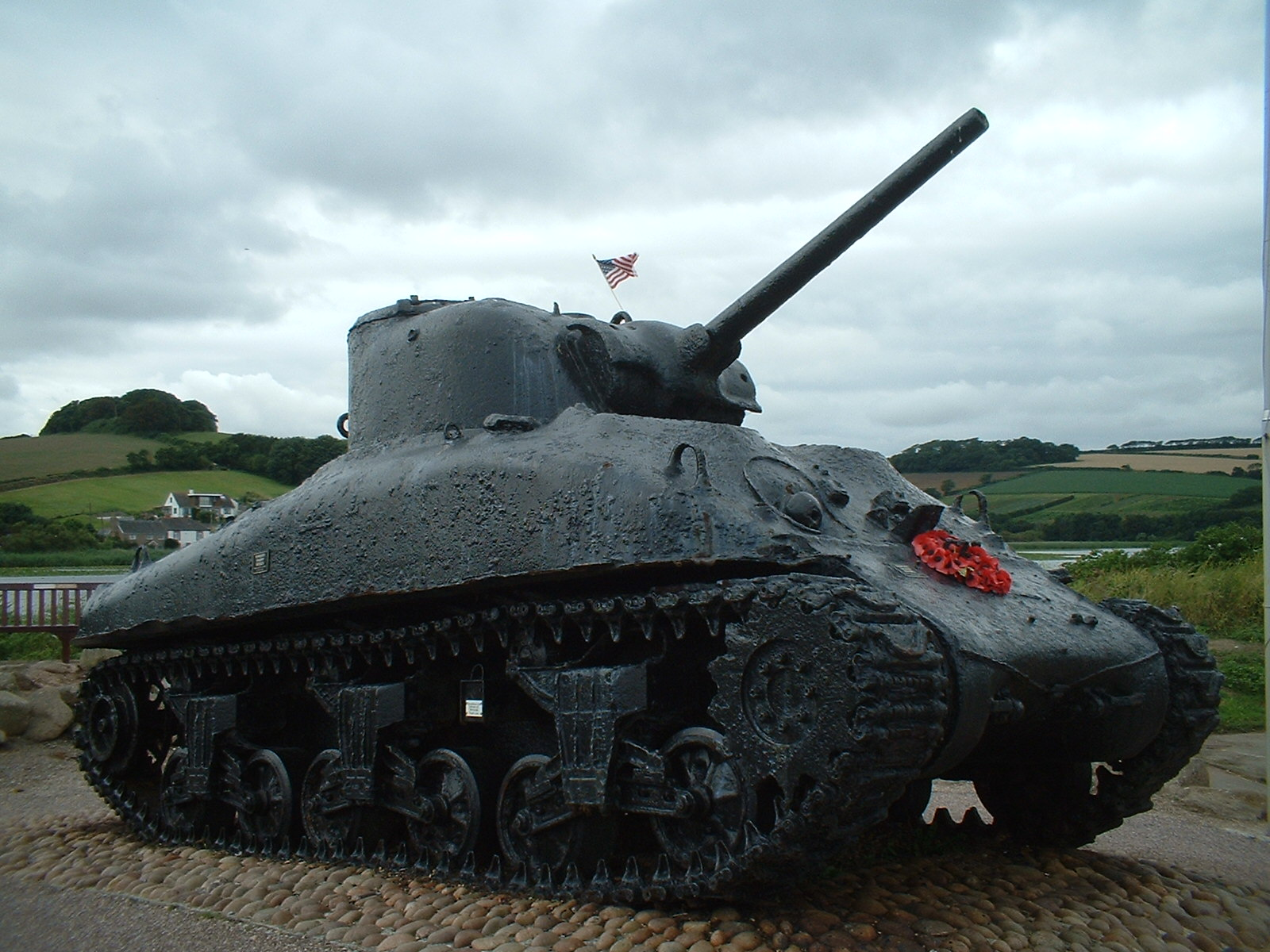
Tank Sherman.

- En 1917, Slapton a été frappé par une tempête et la plupart du village a été emporté.
- En avril 1944 eut lieu l'opération Tigre, répétition générale du futur débarquement de Normandie sur la plage de Slapton Sands, qui fut choisie parce qu'elle présentait des similitudes parfaites avec les plages du Calvados.

Un char Sherman qui a été coulé dans cette action contrariée par des vedettes lance-torpilles allemandes, a été récupéré et se trouve maintenant sur la route derrière la plage, à proximité de Torcross (en).

## Lieux et monuments
- L'église Saint-James qui date de la fin du XIIIe ou au début du XIVe siècle.
- La collégiale Chantry Sainte-Marie fondée en 1372 par Sir Guy de Brian.
- Slapton Ley qui est une réserve naturelle.
- Le nord de la plage, est considéré comme l'une des plus belles plages naturistes en Angleterre. Le naturisme y est pratiqué depuis les années 1930.

## Galerie de photographies

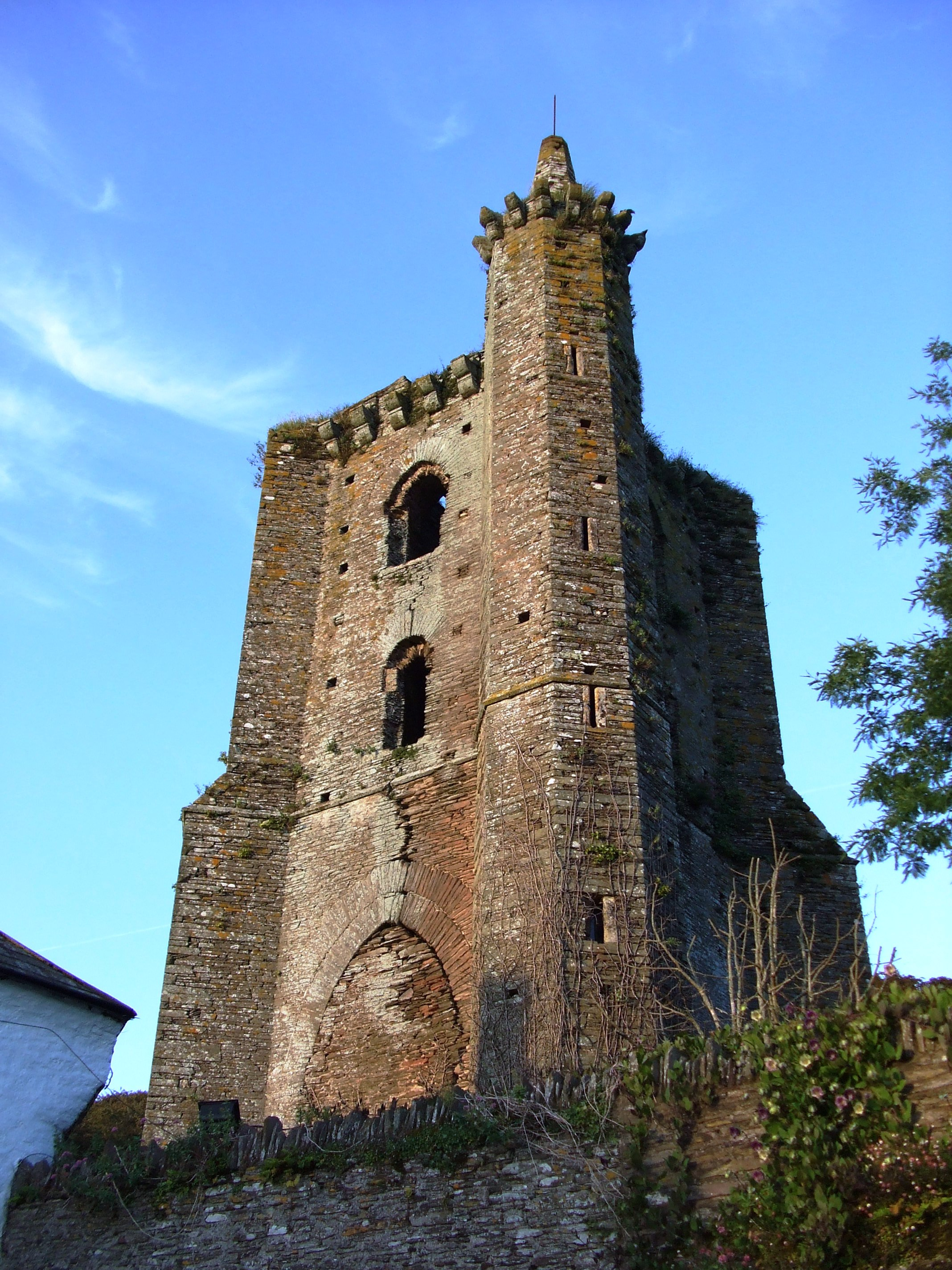
Tour de la collegiale Chantry Sainte-Marie.
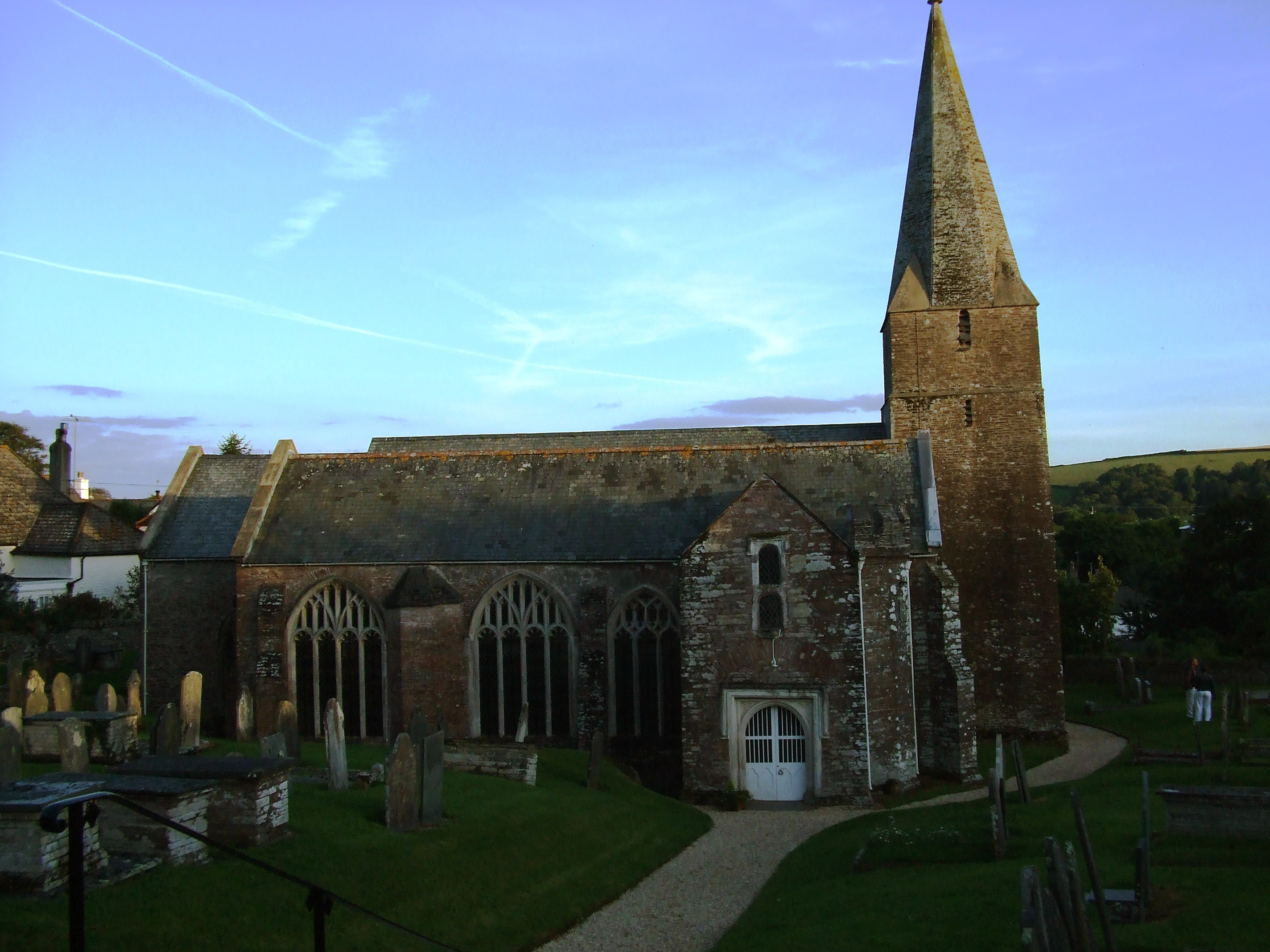
L'église de St James.
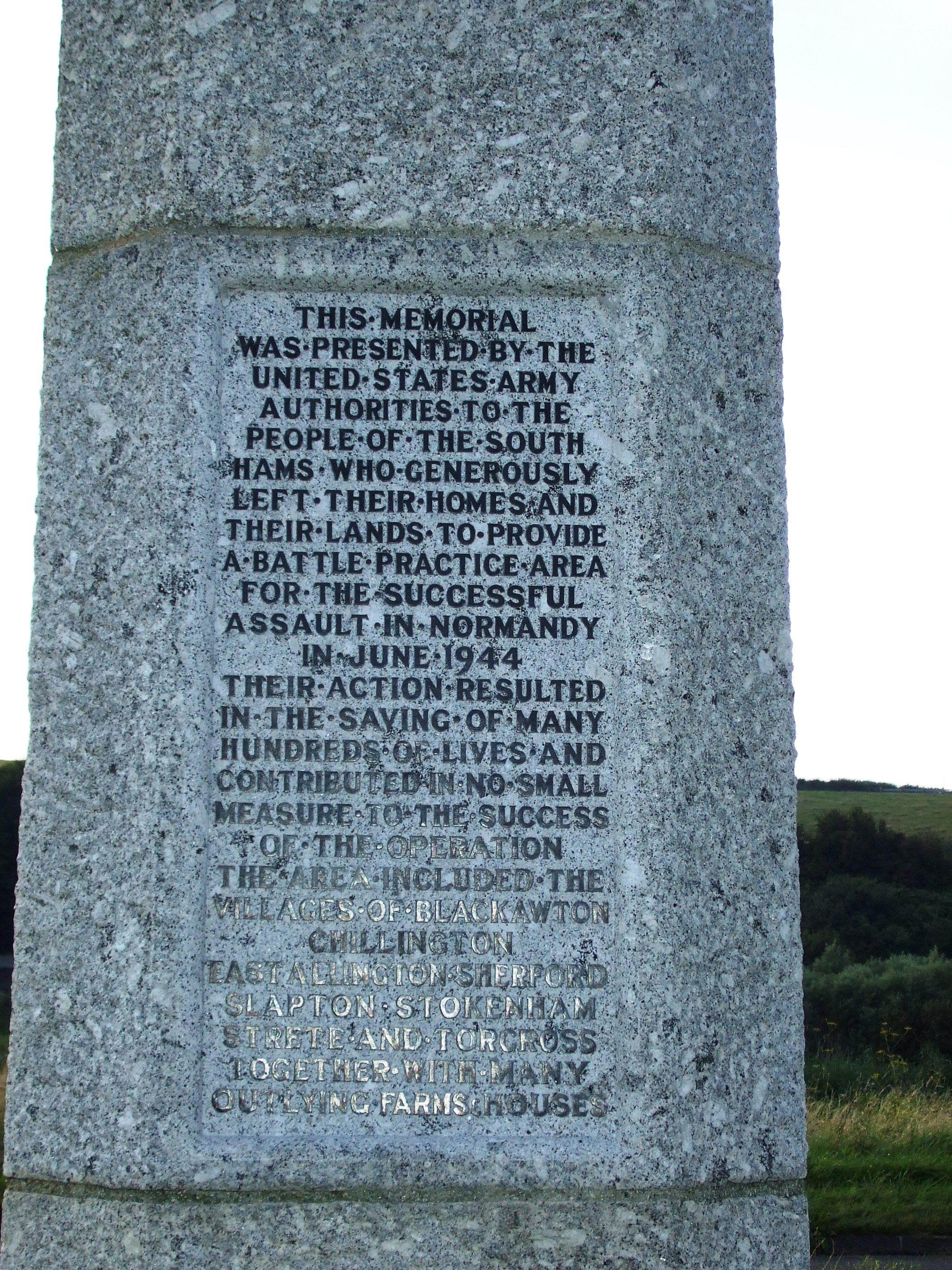
Le Mémorial de Slapton Sands.
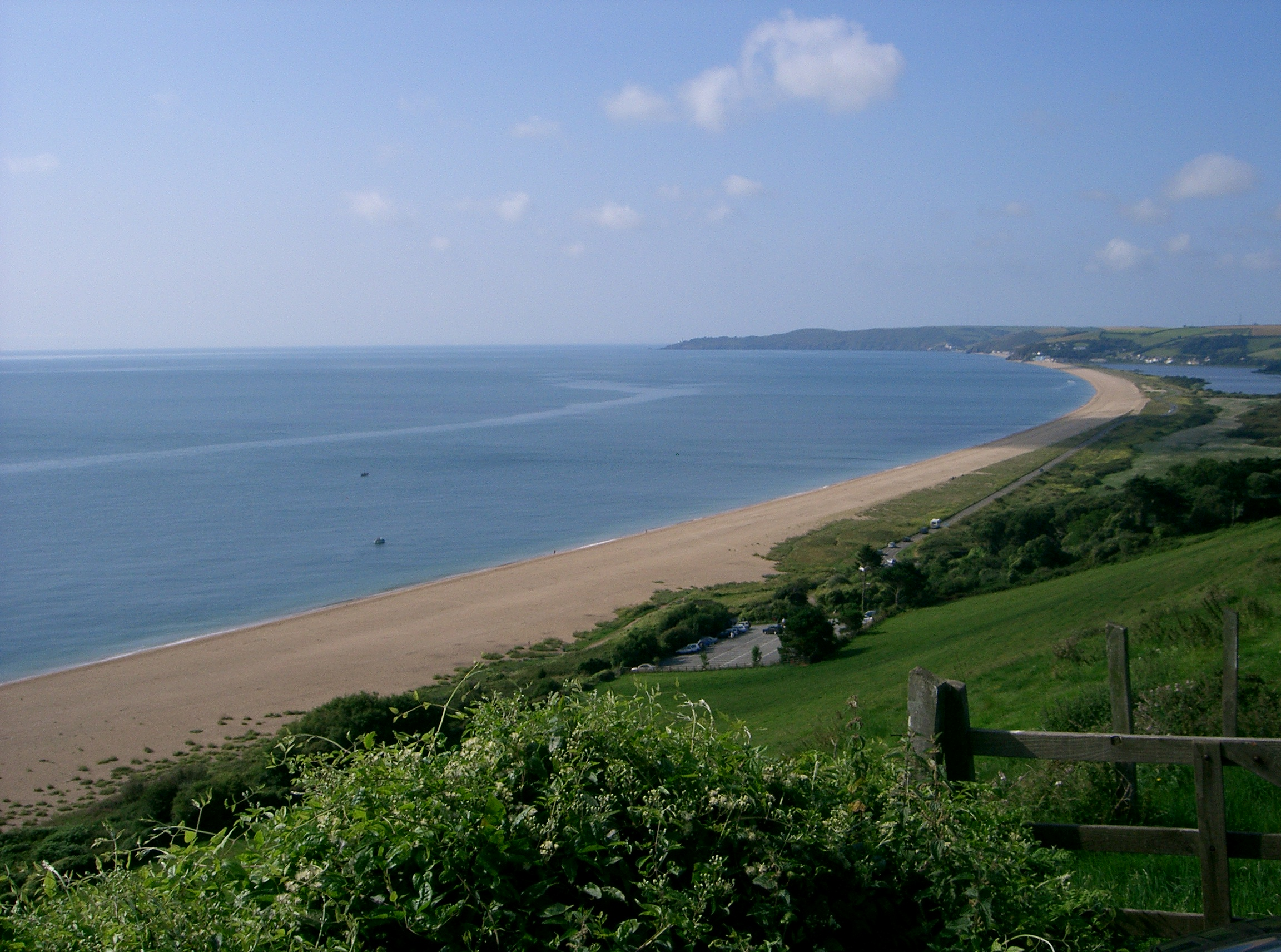
Plage de Slapton Sands.